# 2-нафтиламін
2-Нафтиламін (β-нафтиламін) — органічна ароматична сполука з класу амінів. Є похідним нафталену, в якому атом H у β-позиції заміщений на аміногрупу. Ізомер 1-нафтиламіну.

## Отримання
2-Нафтиламін отримують заміщенням гідорксильної групи 2-нафтолу на аміногрпупу за реакцією Бухерера. Для цього його нагрівають з аміаком та гідросульфітом амонію 20 годин при температурі 180 °С:

## Фізичні властивості
Біла кристалічна речовина. Розчиняється в етанолі, діетиловому етері, гарячій воді. На повітрі в присутності світла стає червоним.

## Хімічні властивсості
Ароматичний амін. При гідрогенуванні натрієм в пентанолі дає 1,2,3,4-тетрагідронафталін-2-амін. Реакції електрофільного заміщення відбуваються переважно в положенні 1.

## Токсичність
Сильний канцероген. 18 мг/кг — найнижча доза, яка може бути канцерогенною для людини. Проте для щурів і кроликів β-нафтиламін є слабким канцерогеном. Може абсорбуватися крізь шкіру.
Через такі властивості виробництво і використання 2-нафтиламіну заборонене в Британії, США та інших країнах.